# Carl Jenkinson
Carl Daniel Jenkinson (Harlow, Inglaterra, Reino Unido, 8 de febrero de 1992) es un futbolista inglés. Juega de defensa en el Bromley F. C. de la League Two.

## Trayectoria

### Charlton Athletic
Jenkinson debutó en diciembre de 2010 con el Charlton Athletic en la semifinal de la sección sur de la Football League Trophy ante Brentford en el Griffin Park. Jugó todo el partido en la posición de lateral derecho.

### Arsenal
Jenkinson firmó por el Arsenal en junio de 2011, por un monto aproximado de un millón de libras esterlinas.
El 16 de agosto de 2011, Jenkinson debutó con el Arsenal en la ronda clasificatoria para la Liga de Campeones de la UEFA ante el Udinese, en sustitución de Johan Djourou. Carl debutó en la Premier League ante Liverpool el 20 de agosto de 2011. Se mantuvo como titular en el segundo partido ante Udinese y en Old Trafford ante el Manchester United por la Premier League. En ese partido histórico que culminó con una estrepitosa goleada por 8-2 a favor de Mánchester, Jenkinson asistió a Robin van Persie y fue expulsado tras una falta a Javier Hernández.

### West Ham United
Jenkinson fue cedido al West Ham United el 31 de julio de 2014 por el Arsenal para la temporada 2014-15, luego de quedarse sin sitio con las llegadas del Internacional francés Mathieu Debuchy y la del juvenil inglés Calum Chambers.
Birmingham City
En agosto de 2017, Jenkinson fue cedido al Birmingham City junto a su compañero en el Arsenal, Cohen Bramall. En su primer partido se lesionó del hombro, lesión la que le tuvo apartado de los terrenos de juego, poco más de cuatro meses. Carl Jenkinson; después de su lesión, jugó nueve partidos más con la camiseta del Birmingham City.
Arsenal
Después de una temporada cedido en Birmingham, Carl Jenkinson terminó quedándose en la primera plantilla del Arsenal, aun sabiendo que no iba a disponer de muchos minutos. Después de estar lesionado del tobillo a principios de temporada, Jenkinson debutó en esa temporada en partido de EFL Cup contra el Blackpool, partido que acabó ganando el Arsenal por 2-1. El 8 de noviembre hizo su primera aparición de titular en Europa League contra el Sporting de Portugal, partido que acabó en 0-0. Jenkinson hizo dos apariciones más en Europa League en fase de grupos. El 29 de enero hizo su primera aparición en Premier League en esa temporada contra el Cardiff sustituyendo a Stephan Lichtsteier. Carl Jenkinson hizo dos apariciones más en Premier League siendo titular en la victoria del Arsenal por 5-1 ante el Bournemouth el 27 de febrero y en la derrota por 2-3 ante el Crystal Palce jugando su último partido con el Arsenal el 21 de abril en la derrota 2-3 contra el Crystal Palace. El Arsenal perdió la final de la UEFA Europa League por 4-1 ante el Chelsea FC. Carl Jenkinson fue suplente en aquella final pero no llegó a disponer de minutos. Jenko' terminó la temporada 2018/19 haciendo 3 apariciones en Premier League, dos como titular; otras 3 apariciones cómo titular en UEFA Europa League, y una titularidad en Carabao Cup y en FA Cup.
Empezó la pretemporada con el Arsenal con opciones mínimas de quedarse ya que Héctor Bellerín estaba lesionado en aquel momento y Stephan Lichtsteiner acabó contrato con los gunners. Tras la vuelta de cesión de Calum Chambers, "Jenko" se quedaría sin hueco en la plantilla gunner donde todavía le quedaba un año de contrato.
Nottingham Forest
Tras ocho años perteneciendo a la disciplina "gunner", el 8 de agosto se oficializó su traspaso por 2 millones de £ al Nottingham Forest. En la primera temporada empezó siendo titular hasta que se lesionó nuevamente del tobillo, lesión que le tuvo tres meses apartado y posteriormente la irrupción de Matty Cash que le arrebató la titularidad. Carl Jenkinson, volvió a jugar el 5 de enero en el estreno de la FA Cup en la derrota 2-0 contra el Chelsea. En FL Championship jugó cinco partidos más en el resto de la temporada. En la siguiente temporada, Jenkinson apenas pudo jugar en tres partidos de FL Championship y dos en FA Cup. En la temporada 2021-22, Carl Jenkinson no fue  inscrito para jugar con el Nottingham Forest para jugar en FL Championship. 
Melbourne City
En enero de 2022 fue cedido al Melbourne City australiano hasta final de temporada. Una vez esta terminó, volvió de cesión al Nottingham Forest y quedó libre al expirar su contrato.
Newcastle Jets
Tras expirar su contrato con el Nottingham Forest. Firmó para la temporada 2022/23 por el equipo australiano Newcastle Jets

## Selección nacional
Jenkinson representó a Inglaterra, su país de nacimiento, en la categoría sub-17, pero luego decidió jugar por Finlandia, nación por la cual fue internacional juvenil debido al origen finés de su madre. Debutó con Finlandia en la Clasificación para el Campeonato Europeo de la UEFA Sub-19 2011. Anotó su primer tanto en la victoria por 6–2 ante Moldavia.
El 14 de noviembre de 2012 debutó de manera absoluta con la selección de Inglaterra en amistoso con derrota por 4-2 frente a Suecia.

## Estadísticas

### Clubes
Actualizado al 4 de marzo de 2025.
| Club | Div.          | Temporada               | Liga  | Liga  | Copas nacionales(1) | Copas nacionales(1) | Copas internacionales(2) | Copas internacionales(2) | Total | Total |
| Club | Div.          | Temporada               | Part. | Goles | Part.               | Goles               | Part.                    | Goles                    | Part. | Goles |
| --- | ------------- | ----------------------- | ----- | ----- | ------------------- | ------------------- | ------------------------ | ------------------------ | ----- | ----- |
| Welling United F. C. Inglaterra | 6.ª           | 2009-10[cita requerida] | 10    | 0     | ―                   | ―                   | ―                        | ―                        | 10    | 0     |
| Welling United F. C. Inglaterra | Total club    | Total club              | 10    | 0     | 0                   | 0                   | 0                        | 0                        | 10    | 0     |
| Eastbourne Borough Inglaterra | 5.ª           | 2010-11                 | 4     | 0     | 0                   | 0                   | ―                        | ―                        | 4     | 0     |
| Eastbourne Borough Inglaterra | Total club    | Total club              | 4     | 0     | 0                   | 0                   | 0                        | 0                        | 4     | 0     |
| Charlton Athletic F. C. Inglaterra | 3.ª           | 2010-11                 | 8     | 0     | 1                   | 0                   | ―                        | ―                        | 9     | 0     |
| Charlton Athletic F. C. Inglaterra | Total club    | Total club              | 8     | 0     | 1                   | 0                   | 0                        | 0                        | 9     | 0     |
| Arsenal F. C. Inglaterra | 1.ª           | 2011-12                 | 9     | 0     | 1                   | 0                   | 4                        | 0                        | 14    | 0     |
| Arsenal F. C. Inglaterra | 1.ª           | 2012-13                 | 14    | 0     | 2                   | 0                   | 5                        | 0                        | 21    | 0     |
| Arsenal F. C. Inglaterra | 1.ª           | 2013-14                 | 14    | 1     | 5                   | 0                   | 3                        | 0                        | 22    | 1     |
| West Ham United F. C. Inglaterra | 1.ª           | 2014-15                 | 32    | 0     | 4                   | 0                   | ―                        | ―                        | 36    | 0     |
| West Ham United F. C. Inglaterra | 1.ª           | 2015-16                 | 20    | 2     | 2                   | 0                   | 1                        | 0                        | 23    | 2     |
| West Ham United F. C. Inglaterra | Total club    | Total club              | 52    | 2     | 6                   | 0                   | 1                        | 0                        | 59    | 2     |
| Arsenal F. C. Inglaterra | 1.ª           | 2016-17                 | 1     | 0     | 2                   | 0                   | 2                        | 0                        | 5     | 0     |
| Birmingham City F. C. Inglaterra | 2.ª           | 2017-18                 | 7     | 0     | 2                   | 0                   | ―                        | ―                        | 9     | 0     |
| Birmingham City F. C. Inglaterra | Total club    | Total club              | 7     | 0     | 2                   | 0                   | 0                        | 0                        | 9     | 0     |
| Arsenal F. C. Inglaterra | 1.ª           | 2018-19                 | 3     | 0     | 2                   | 0                   | 3                        | 0                        | 8     | 0     |
| Arsenal F. C. Inglaterra | Total club    | Total club              | 41    | 1     | 12                  | 0                   | 17                       | 0                        | 70    | 1     |
| Nottingham Forest F. C. Inglaterra | 2.ª           | 2019-20                 | 8     | 0     | 2                   | 0                   | ―                        | ―                        | 10    | 0     |
| Nottingham Forest F. C. Inglaterra | 2.ª           | 2020-21                 | 3     | 0     | 2                   | 0                   | ―                        | ―                        | 5     | 0     |
| Nottingham Forest F. C. Inglaterra | 2.ª           | 2021-22                 | 0     | 0     | 0                   | 0                   | ―                        | ―                        | 0     | 0     |
| Nottingham Forest F. C. Inglaterra | Total club    | Total club              | 11    | 0     | 4                   | 0                   | 0                        | 0                        | 15    | 0     |
| Melbourne City F. C. Australia | 1.ª           | 2021-22                 | 22    | 2     | 0                   | 0                   | 6                        | 1                        | 28    | 3     |
| Melbourne City F. C. Australia | Total club    | Total club              | 22    | 2     | 0                   | 0                   | 6                        | 1                        | 28    | 3     |
| Newcastle United Jets F. C. Australia | 1.ª           | 2022-23                 | 23    | 0     | 0                   | 0                   | ―                        | ―                        | 23    | 0     |
| Newcastle United Jets F. C. Australia | 1.ª           | 2023-24                 | 9     | 0     | 2                   | 0                   | ―                        | ―                        | 11    | 0     |
| Newcastle United Jets F. C. Australia | Total club    | Total club              | 32    | 0     | 2                   | 0                   | 0                        | 0                        | 34    | 0     |
| Bromley F. C. Inglaterra | 4.ª           | 2024-25                 | 11    | 0     | 2                   | 0                   | ―                        | ―                        | 13    | 0     |
| Bromley F. C. Inglaterra | Total club    | Total club              | 11    | 0     | 2                   | 0                   | 0                        | 0                        | 13    | 0     |
| Total carrera | Total carrera | Total carrera           | 198   | 5     | 29                  | 0                   | 24                       | 1                        | 251   | 6     |
| (1) Incluye Football League Trophy, FA Trophy, Copa de la Liga de Inglaterra, FA Cup y FFA Cup. (2) Incluye Liga de Campeones de la UEFA, Liga Europa de la UEFA y Liga de Campeones de la AFC. |               |                         |       |       |                     |                     |                          |                          |       |       |

### Selección nacional
| \| PJ \| Fecha \| Ciudad \| Local \| Resultado \| Visitante \| Competición \| Goles \| Asist. \| \| -- \| ---------- \| ------ \| ------ \| --------- \| ---------- \| ----------- \| ----- \| ------ \| \| 1. \| 14-11-2012 \| Solna \| Suecia \| 4–2 \| Inglaterra \| Amistoso \| 0 \| 0 \| |            |        |        |           |            |             |       |        |
| PJ | Fecha      | Ciudad | Local  | Resultado | Visitante  | Competición | Goles | Asist. |
| 1. | 14-11-2012 | Solna  | Suecia | 4–2       | Inglaterra | Amistoso    | 0     | 0      |

## Palmarés

### Títulos nacionales
| Título | Club          | País       | Año  |
| ------ | ------------- | ---------- | ---- |
| FA Cup | Arsenal F. C. | Inglaterra | 2014 |
| FA Cup | Arsenal F. C. | Inglaterra | 2017 |